# Agente speciale 117 al servizio della Repubblica - Allarme rosso in Africa nera
Agente speciale 117 al servizio della Repubblica - Allarme rosso in Africa nera (OSS 117: Alerte rouge en Afrique Noire) è un film del 2021 diretto da Nicolas Bedos.
Adattamento cinematografico dei romanzi di OS 117 di Jean Bruce, è il terzo film nella serie comica con protagonista Jean Dujardin dopo Agente speciale 117 al servizio della Repubblica - Missione Cairo (2006) e Agente speciale 117 al servizio della Repubblica - Missione Rio (2009). È il primo di questi a non essere diretto da Michel Hazanavicius.

## Trama
Nel 1981, un ormai attempato OS 117 viene mandato in missione in Kenya insieme al giovane e promettente agente OS 1001, dove si trova alle prese con la decolonizzazione della Françafrique.

## Produzione
Nel 2018, Michel Hazanavicius, regista e co-sceneggiatore dei primi due capitoli, ha annunciato che non avrebbe fatto parte del progetto, essendo poco convinto della sceneggiatura e già impegnato nella produzione de Il principe dimenticato. Nel maggio 2019 fu sostituito da Nicolas Bedos.

### Riprese
Le riprese sono durate da novembre 2019 fino a febbraio 2020.

## Promozione
Il trailer in italiano è stato pubblicato il 5 ottobre 2021 dal canale della I Wonder Pictures.

## Distribuzione
Il film è stato presentato in anteprima il 17 luglio 2021 al 74º Festival di Cannes, come film di chiusura dell'edizione, fuori concorso. Sarà distribuito da Gaumont nelle sale cinematografiche francesi a partire dal 4 agosto 2021, dopo essere stato posticipato dal 3 febbraio prima e dal 14 aprile dello stesso anno poi in seguito alla chiusura delle sale a causa della pandemia di COVID-19 in Francia.
In Italia, venne distribuito nelle sale cinematografiche da I Wonder Pictures inizialmente previsto per il 30 settembre per poi essere spostato all'11 novembre 2021, in concomitanza con la distribuzione dei primi due capitoli.
In Italia il film è stato trasmesso in chiaro per la prima volta il 26 agosto 2023 su Rai 3.